# جوزف گوردون لویت
جوزف لئونارد گوردون-لویت (به انگلیسی: Joseph Leonard Gordon-Levitt) (زاده ۱۷ فوریه ۱۹۸۱) بازیگر سینما و تلویزیون آمریکایی است که در کودکی و بزرگسالی در مجموعه‌های تلویزیونی و فیلم‌ها و تله‌فیلم‌ها بازی کرده‌است.
او برای بازی در فیلم مستقل ۵۰۰ روز سامر نامزد جایزه گلدن گلاب شد، همچنین با بازی در فیلم کمدی ۵۰/۵۰، فیلم علمی تخیلی تلقین و شوالیه تاریکی برمی‌خیزد شناخته می‌شود.

## فیلم‌شناسی

### فیلم‌های سینمایی

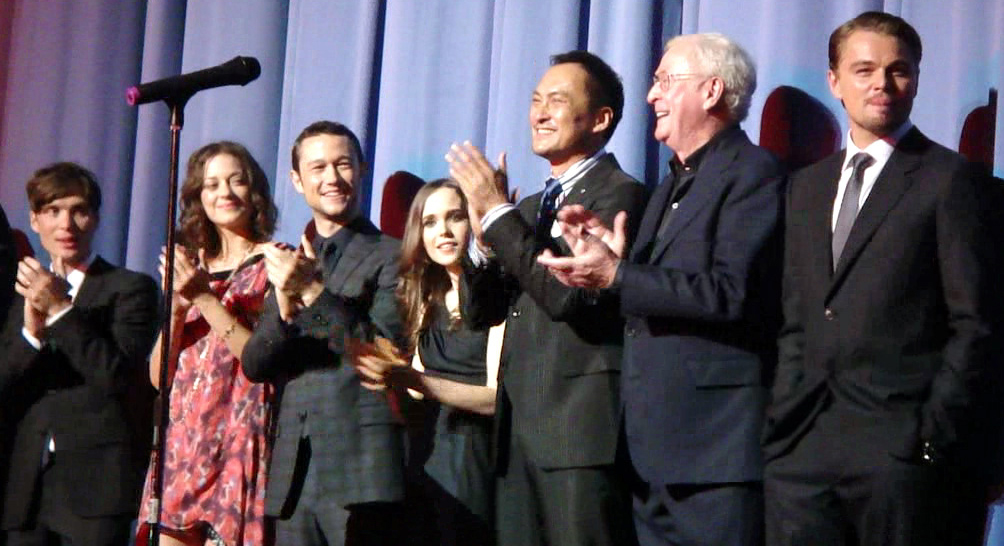
جوزف گرودون در اکران فیلم تلقین

| سال  | فیلم                                  | نقش                     | توضیحات                      |
| ---- | ------------------------------------- | ----------------------- | ---------------------------- |
| ۱۹۹۲ | بتهوون                                | دانش آموز               |                              |
| ۱۹۹۲ | رودخانه‌ای از میان آن می‌گذرد           | نورمن                   |                              |
| ۱۹۹۴ | ازدواج مقدس                           | زیک                     |                              |
| ۱۹۹۴ | جاده گل                               | ریچ لرولند              |                              |
| ۱۹۹۴ | فرشتگان در زمین بیس‌بال                | روجر بومان              |                              |
| ۱۹۹۶ | هیئت منصفه                            | اولیور لایرد            |                              |
| ۱۹۹۸ | جین بامزه                             | تونی                    |                              |
| ۱۹۹۸ | هالووین: ۲۰سال بعد                    | جیمی                    |                              |
| ۱۹۹۹ | ۱۰ چیز درباره تو که ازشان متنفرم      | کامرون جیمز             |                              |
| ۲۰۰۰ | برداشتن قطعات                         | فلاکو                   |                              |
| ۲۰۰۰ | برای همیشه، لولو                      | مارتین الزورت           |                              |
| ۲۰۰۱ | دیوانه                                | لایل جنسن               |                              |
| ۲۰۰۲ | سیاره گنج                             | جیم هاوکینز             | صداپیشه                      |
| ۲۰۰۳ | آخرالزمان                             | پل رایدر                |                              |
| ۲۰۰۴ | پوست رازآمیز                          | نیل مک کورمیک           |                              |
| ۲۰۰۵ | آجر                                   | برندان فرای             |                              |
| ۲۰۰۵ | ویران                                 | سم                      |                              |
| ۲۰۰۵ | سایه بوکسور                           | دکتر دان                |                              |
| ۲۰۰۷ | مواظب                                 | کریس پرات               |                              |
| ۲۰۰۸ | توقف - شکست                           | تامی برگس               |                              |
| ۲۰۰۸ | معجزه در سنت آنا                      | تیم بویل                |                              |
| ۲۰۰۸ | بردران بلوم                           | بار پاترون              | حضور افتخاری (اعتبار نیافته) |
| ۲۰۰۹ | زنان در دردسر                         | برت رودریگز             |                              |
| ۲۰۰۹ | شلیک‌مرگبار                            | ریچ نیکس                |                              |
| ۲۰۰۹ | معافیت بزرگ                           | تاد استرلینگ            | فیلم کوتاه                   |
| ۲۰۰۹ | ۵۰۰ روز سامر                          | تام هانسن               |                              |
| ۲۰۰۹ | عدم قطعیت                             | بابی                    |                              |
| ۲۰۰۹ | جی. آی. جو: ظهور کبرا                 | فرمانده کبرا            | نامزده جایزه تین چویز        |
| ۲۰۱۰ | هِشِر                                   | هِشِر                     |                              |
| ۲۰۱۰ | تاریخ مورگان با سرنوشت                | مورگان                  | فیلم کوتاه - کارگردان        |
| ۲۰۱۰ | الکترا لاکس                           | برت روردیگز             |                              |
| ۲۰۱۰ | تاریخ مورگان با سرنوشت: باغ وحش زپلین | مورگان                  | فیلم کوتاه - کارگردان        |
| ۲۰۱۰ | تلقین                                 | آرتور                   |                              |
| ۲۰۱۱ | ۵۰/۵۰                                 | آدام لرنر               |                              |
| ۲۰۱۲ | شوالیه تاریکی برمی‌خیزد                | رابین جان بلیک          | فیلمی از کریستوفر نولان      |
| ۲۰۱۲ | نهایت سرعت                            | ویلی                    |                              |
| ۲۰۱۲ | لوپر                                  | جو                      | تهییه کننده                  |
| ۲۰۱۲ | لینکلن                                | رابرت تاد لینکلن        | فیلمی از استیون اسپیلبرگ     |
| ۲۰۱۳ | دان جان                               | دان جان                 | کارگردان، نویسنده، بازیگر    |
| ۲۰۱۴ | باد برمی‌خیزد                          | جیرو هوریکوشی           | صدا پیشه                     |
| ۲۰۱۴ | شهر گناه: بانویی که به خاطرش می‌کشم    | جانی                    |                              |
| ۲۰۱۴ | مصاحبه                                | خودش                    |                              |
| ۲۰۱۵ | بندباز                                | فلیپ پتی                |                              |
| ۲۰۱۵ | شب قبل                                | اتان                    |                              |
| ۲۰۱۶ | اسنودن                                | ادوارد اسنودن           |                              |
| ۲۰۱۷ | جنگ ستارگان: آخرین جدای               | Slowen (صدا) Lo         | حضور افتخاری                 |
| ۲۰۱۸ | پایان بازی                            | گارد امنیت              | فیلم کوتاه                   |
| ۲۰۱۹ | ۷۵۰۰                                  | توبیاس الیس             |                              |
| ۲۰۱۹ | چاقوکشی                               | کارآگاه هاردروک (صدا)   | حضور افتخاری                 |
| ۲۰۲۰ | پروژه قدرت                            | فرانک شیور              |                              |
| ۲۰۲۰ | دادگاه شیکاگو هفت                     | ریچارد شولتز            |                              |
| ۲۰۲۲ | پینوکیو                               | جیمینی کریکت (صدا پیشه) |                              |
| ۲۰۲۲ | گلس آنین: یک چاقوکشی اسرارآمیز        | صدای ساعت               |                              |
| ۲۰۲۳ | فلورا و پسرش                          | معلم گیتار              |                              |
| ۲۰۲۳ | روزی روزگاری استودیو                  |                         |                              |
| ۲۰۲۴ | پلیس بورلی هیلز ۴                     |                         |                              |
| ۲۰۲۴ | آدم‌های حریص                           |                         |                              |
| ۲۰۲۴ | گرمای کشنده                           |                         |                              |